# Campbell Bay
Campbell Bay är en vik i Kanada.   Den ligger i territoriet Nunavut, i den centrala delen av landet, 3 000 km nordväst om huvudstaden Ottawa.